# Alex Laferriere
Alex Laferriere (nacido el 28 de octubre de 2001) es un jugador de hockey sobre hielo profesional estadounidense de Los Angeles Kings de la National Hockey League (NHL).

## Carrera como jugador
Laferriere a menudo era pasado por alto para puestos en los mejores equipos juveniles de hockey sobre hielo debido a su tamaño; se quedó en sólo 5′ 0″ (1,52 m) en su primer año de escuela secundaria, pero tuvo un crecimiento acelerado cuando tenía alrededor de 16 años. Jugó hockey sobre hielo juvenil para los New Jersey Colonials y North Jersey Avalanche. Asistió a Chatham High School en su ciudad natal, luego pasó un tiempo en la University of Nebraska High School y luego pasó un año en Kent School en Connecticut, promediando cerca de dos puntos por partido en la temporada 2018-19. Laferriere fue el segundo jugador del área de Nueva Inglaterra en puntos por partido en Kent y terminó la temporada con 19 goles y 34 asistencias en 27 partidos. 
Laferriere inicialmente se comprometió a jugar en la universidad para los Army Black Knights, pero luego se cambió al Harvard Crimson. También se unió a los Des Moines Buccaneers de la United States Hockey League (USHL) para el final de la temporada 2018-19, apareciendo en 12 juegos. En 2019-20, jugó 42 partidos para los Buccaneers y los lideró en anotaciones con 45 puntos, empatando también en el liderato del equipo en goles (19) y asistencias (26). Fue nombrado el jugador más valioso del equipo y fue invitado al BioSteel All-American Game. Después de la temporada, Laferriere fue seleccionado en la tercera ronda con la selección general número 83 del Draft de entrada de la NHL 2020 por Los Angeles Kings. Luego jugó 49 partidos en la temporada 2020-21 con Des Moines, sumando 50 puntos, 26 goles y 24 asistencias.
Laferriere comenzó a jugar en la universidad con Harvard a partir de 2021-22, anotando en su primera temporada 31 puntos (14 goles, 17 asistencias) en 35 juegos, siendo nombrado Novato del Año de Hockey de la ECAC, miembro del equipo All-Rookie de Hockey de la ECAC y Hockey All-ECAC del tercer equipo. Luego jugó 34 partidos en 2022-23 y ayudó a Harvard a llegar al torneo de la NCAA con 21 goles y 21 asistencias. Fue seleccionado en el segundo equipo All-ECAC Hockey por su actuación. Posteriormente, Laferriere se convirtió en profesional y jugó cuatro partidos con el Ontario Reign de la American Hockey League (AHL), anotando un gol.
Después de su primera temporada en la AHL, Laferriere firmó un contrato inicial de tres años con Los Angeles Kings el 9 de abril de 2023. Fue asignado a la AHL para comenzar la temporada 2023-24, pero fue retirado el 9 de octubre, luego hizo su debut en la NHL en el partido inaugural de la temporada de los Kings el 11 de octubre, contra Colorado Avalanche, mientras tenía cuatro tiros de gol en la derrota por 5-2. Laferriere anotó su primer gol en la NHL en la derrota por 4-2 contra los Boston Bruins el 21 de octubre.

## Carrera internacional
Laferriere jugó seis partidos para Estados Unidos en el World Junior A Challenge 2019.

## Vida personal
Laferriere nació el 28 de octubre de 2001 en Chatham, Nueva Jersey. Su padre, Rob, jugó hockey sobre hielo en la universidad para los Princeton Tigers y Boston College Eagles. Al principio no le gustaba la idea de patinar; A una edad temprana, su madre le ofreció lecciones de patinaje, pero las rechazó hasta que su hermana le prometió Skittles. Laferriere dijo que el incidente ayudó a despertar su interés por el hockey sobre hielo.